# Epikasté (dcera Kalydóna)
Epikasté nebo Epikasta (starořecky Ἐπικάστη–Epikasté) je v řecké mytologii dcera Kalydóna z Aitolie a jeho manželky Aiolie, dcery Amythaóna.
Antický autor Apollodóros z Athén uvádí, že Epikasté byla dcerou Kalydóna, zakladatele stejnojmenného města v Aitólii. Provdala se za Agénora a porodila mu syna Porthaóna a dceru Demoniké. Dle Pausania, synem Agénora byl i Thestios, otec Ledy, manželky spartského krále Tyndarea.